# Krepšinio Klubas Sakalai
El Krepšinio Klubas Sakalai es un equipo de baloncesto lituano que compite en la Lietuvos Krepšinio Lyga, la primera división del país. Tiene su sede en la ciudad de Vilna. Disputa sus partidos en el Ekinstos laisvalaikio centras, con capacidad para 1000 espectadores.

## Historia
El equipo se fundó en 1991, y comenzó compitiendo en la LKAL, la segunda división del baloncesto lituano, hasta que en 1994 consiguió el ascenso a la LKL. Su debut en competiciones europeas se produjo en 1999, cuando disputaron la Copa Saporta, siendo eliminados en dieciseisavos de final por la Jugoplastika Split.
En la liga lituana, sus mejores participaciones fueron en 2004 y 2005, cuando alcanzaron las semifinales de la competición. En 2009 ganaron su primer título importante, al imponerse en la Challenge Cup de la Liga Báltica.

## Palmarés
- LKAL
  - Campeón (1): 1994

- Challenge Cup (Líga Báltica)
  - Campeón (1): 2009